# Cernotina declinata
Cernotina declinata är en nattsländeart som beskrevs av Oliver S. Flint Jr. 1971. Cernotina declinata ingår i släktet Cernotina och familjen fångstnätnattsländor. Inga underarter finns listade i Catalogue of Life.